# Barleux
Barleux – miejscowość i gmina we Francji, w regionie Hauts-de-France, w departamencie Somma.
Według danych z 2011 r. gminę zamieszkiwało 258 osób, a gęstość zaludnienia wynosiła 35 osób/km² (wśród 2293 gmin Pikardii Barleux plasuje się na 703. miejscu pod względem liczby ludności, natomiast pod względem powierzchni na miejscu 653.).